# Geórgia Oriental

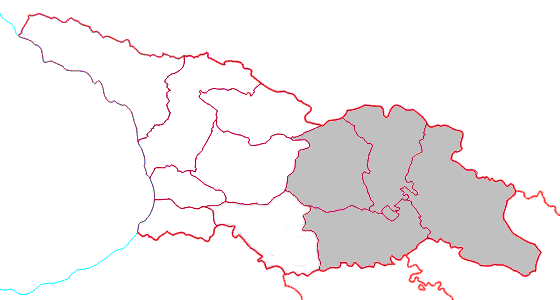
Carta dos contornos do território da Geórgia Oriental

Geórgia Oriental refere-se à parte oriental da Geórgia, que em tempos históricos compreendia o Reino da Ibéria. Presentemente o termo refere-se ao território da Geórgia a leste e sul das montanhas de Likhi e Mesquécia, excluindo a região da Ajária. A Geórgia Oriental inclui as províncias históricas georgianas de Mesquécia-Javaquécia, Ibéria, Caquécia, Pexávia, Mtiulécia, Tuxécia, Quevesurécia, e Quévia e a capital do país, Tbilisi.